# Moskitos Essen
Moskitos Essen (celým názvem: Eissportclub Moskitos Essen e. V.) je německý klub ledního hokeje, který sídlí ve městě Essen ve spolkové zemi Severní Porýní-Vestfálsko. Založen byl v roce 1935 pod názvem Essener RSC. Svůj současný název nese od roku 1994. Od sezóny 2015/16 působí v Eishockey-Oberlize Nord, třetí německé nejvyšší soutěži ledního hokeje. Klubové barvy jsou zelená a fialová.
Své domácí zápasy odehrává v Eissporthalle Essen-West s kapacitou 3 850 diváků.

## Historické názvy
Zdroj: 
- 1935 – Essener RSC (Essener Roll- und Schlittschuhclub)
- 1968 – ERV Essen (Eislauf- und Rollschuhverein Essen)
- 1975 – Essener SC (Essener Schlittschuhclub)
- 1976 – EHC Essen (Eishockeyclub Essen)
- 1983 – EHC Essen-West (Eishockeyclub Essen-West)
- 1994 – ESC Moskitos Essen (Eissportclub Moskitos Essen e. V.)

## Přehled ligové účasti
Stručný přehled
Zdroj: 
- 1961–1965: Eishockey-Gruppenliga Nord (3. ligová úroveň v Německu)
- 1965–1966: Eishockey-Regionalliga West (3. ligová úroveň v Německu)
- 1966–1967: Eishockey-Oberliga Nord (2. ligová úroveň v Německu)
- 1972–1973: Eishockey-Regionalliga Nord (3. ligová úroveň v Německu)
- 1973–1978: Eishockey-Oberliga Nord (3. ligová úroveň v Německu)
- 1978–1984: 2. Eishockey-Bundesliga (2. ligová úroveň v Německu)
- 1984–1985: Eishockey-Bundesliga (1. ligová úroveň v Německu)
- 1985–1986: 2. Eishockey-Bundesliga (2. ligová úroveň v Německu)
- 1986–1987: Eishockey-Oberliga Nord (3. ligová úroveň v Německu)
- 1987–1994: 2. Eishockey-Bundesliga (2. ligová úroveň v Německu)
- 1994–1995: 2. Eishockey-Liga Nord (3. ligová úroveň v Německu)
- 1995–1998: 1. Eishockey-Liga Nord (2. ligová úroveň v Německu)
- 1998–1999: Eishockey-Bundesliga (2. ligová úroveň v Německu)
- 1999–2002: Deutsche Eishockey Liga (1. ligová úroveň v Německu)
- 2002–2003: Eishockey-Regionalliga Nordrhein-Westfalen (4. ligová úroveň v Německu)
- 2003–2004: Eishockey-Oberliga (3. ligová úroveň v Německu)
- 2004–2008: 2. Eishockey-Bundesliga (2. ligová úroveň v Německu)
- 2008–2009: Eishockey-Regionalliga Nordrhein-Westfalen (4. ligová úroveň v Německu)
- 2009–2010: Eishockey-Regionalliga West (4. ligová úroveň v Německu)
- 2010–2015: Eishockey-Oberliga West (3. ligová úroveň v Německu)
- 2015– : Eishockey-Oberliga Nord (3. ligová úroveň v Německu)

Jednotlivé ročníky
Zdroj: 
Legenda: ZČ - základní část, červené podbarvení - sestup, zelené podbarvení - postup, fialové podbarvení - reorganizace, změna skupiny či soutěže
| Německo (1961 – ) |                                  |           |           |                                              |                            |
| Sezóny            | Soutěž                           | Úroveň    | ZČ        | Play-off                                     | Poznámky                   |
| 1961/62           | Gruppenliga Nord                 | 3. úroveň | 4. místo  |                                              |                            |
| 1962/63           | Gruppenliga Nord                 | 3. úroveň | 5. místo  |                                              |                            |
| 1963/64           | Gruppenliga Nord                 | 3. úroveň | 3. místo  |                                              |                            |
| 1964/65           | Gruppenliga Nord                 | 3. úroveň | 4. místo  |                                              | Reorganizace               |
| 1965/66           | Regionalliga West                | 3. úroveň | 3. místo  | Finálová skupina (4. místo)                  | Postup                     |
| 1966/67           | Oberliga Nord                    | 2. úroveň | 7. místo  |                                              | Odstoupení                 |
| ...               |                                  |           |           |                                              |                            |
| 1972/73           | Regionalliga Nord                | 3. úroveň | 2. místo  |                                              | Reorganizace               |
| 1973/74           | Oberliga Nord                    | 3. úroveň | 7. místo  |                                              |                            |
| 1974/75           | Oberliga Nord                    | 3. úroveň | 3. místo  | Baráž o 2. Bundesligu, sk. 1 (4. místo)      |                            |
| 1975/76           | Oberliga Nord                    | 3. úroveň | 3. místo  | Baráž o 2. Bundesligu, sk. 1 (4. místo)      |                            |
| 1976/77           | Oberliga Nord                    | 3. úroveň | 1. místo  | Baráž o 2. Bundesligu (2. místo)             |                            |
| 1977/78           | Oberliga Nord                    | 3. úroveň | 2. místo  | Baráž o 2. Bundesligu (3. místo)             | Postup                     |
| 1978/79           | 2. Bundesliga                    | 2. úroveň | 8. místo  |                                              |                            |
| 1979/80           | 2. Bundesliga                    | 2. úroveň | 6. místo  |                                              |                            |
| 1980/81           | 2. Bundesliga                    | 2. úroveň | 11. místo |                                              |                            |
| 1981/82           | 2. Bundesliga Nord               | 2. úroveň | 3. místo  | Baráž o Bundesligu (6. místo)                |                            |
| 1982/83           | 2. Bundesliga                    | 2. úroveň | 4. místo  | Finálová skupina (4. místo)                  |                            |
| 1983/84           | 2. Bundesliga Nord               | 2. úroveň | 2. místo  | Baráž o Bundesligu (3. místo)                | Postup                     |
| 1984/85           | Bundesliga                       | 1. úroveň | 10. místo | Baráž o Bundesligu (4. místo)                | Sestup                     |
| 1985/86           | 2. Bundesliga Nord               | 2. úroveň | 6. místo  | Baráž o 2. Bundesligu Nord, sk. B (5. místo) | Sestup                     |
| 1986/87           | Oberliga Nord                    | 3. úroveň | 5. místo  | Baráž o 2. Bundesligu Nord (5. místo)        | Postup                     |
| 1987/88           | 2. Bundesliga Nord               | 2. úroveň | 4. místo  | Baráž o Bundesligu (7. místo)                |                            |
| 1988/89           | 2. Bundesliga Nord               | 2. úroveň | 2. místo  | Baráž o Bundesligu (9. místo)                |                            |
| 1989/90           | 2. Bundesliga Nord               | 2. úroveň | 3. místo  | Baráž o Bundesligu (7. místo)                |                            |
| 1990/91           | 2. Bundesliga Nord               | 2. úroveň | 5. místo  | Finálová skupina (10. místo)                 |                            |
| 1991/92           | 2. Bundesliga Nord               | 2. úroveň | 7. místo  | Baráž o 2. Bundesligu (4. místo)             |                            |
| 1992/93           | 2. Bundesliga                    | 2. úroveň | 9. místo  | Play-out, 1. kolo (výhra)                    |                            |
| 1993/94           | 2. Bundesliga                    | 2. úroveň | 9. místo  |                                              | Insolvence, reorganizace   |
| 1994/95           | 2. Eishockey-Liga Nord           | 3. úroveň | 8. místo  | Baráž o 1. Ligu Nord (6. místo)              | Postup                     |
| 1995/96           | 1. Eishockey-Liga Nord           | 2. úroveň | 8. místo  | Osmifinále                                   |                            |
| 1996/97           | 1. Eishockey-Liga Nord           | 2. úroveň | 4. místo  | Čtvrtfinále                                  |                            |
| 1997/98           | 1. Eishockey-Liga Nord           | 2. úroveň | 4. místo  | Čtvrtfinále                                  | Reorganizace               |
| 1998/99           | Bundesliga                       | 2. úroveň | 1. místo  | Vítěz                                        | Postup                     |
| 1999/00           | Deutsche Eishockey Liga          | 1. úroveň | 15. místo | Skupina o udržení (7. místo)                 |                            |
| 2000/01           | Deutsche Eishockey Liga          | 1. úroveň | 16. místo |                                              |                            |
| 2001/02           | Deutsche Eishockey Liga          | 1. úroveň | 14. místo |                                              | Ztráta licence, odstoupení |
| 2002/03           | Regionalliga Nordrhein-Westfalen | 4. úroveň | 2. místo  | Vítěz                                        | Postup                     |
| 2003/04           | Oberliga Südwest                 | 3. úroveň | 1. místo  | Finále                                       | Postup                     |
| 2004/05           | 2. Bundesliga                    | 2. úroveň | 10. místo | Skupina o udržení (4. místo)                 |                            |
| 2005/06           | 2. Bundesliga                    | 2. úroveň | 14. místo | Skupina o udržení (4. místo)                 |                            |
| 2006/07           | 2. Bundesliga                    | 2. úroveň | 7. místo  | Čtvrtfinále                                  |                            |
| 2007/08           | 2. Bundesliga                    | 2. úroveň | 6. místo  | Čtvrtfinále                                  | Insolvence, odstoupení     |
| 2008/09           | Regionalliga Nordrhein-Westfalen | 4. úroveň | 3. místo  |                                              |                            |
| 2009/10           | Regionalliga West                | 4. úroveň | 2. místo  | Vítěz                                        | Postup                     |
| 2010/11           | Oberliga West                    | 3. úroveň | 4. místo  | Čtvrtfinále                                  |                            |
| 2011/12           | Oberliga West                    | 3. úroveň | 9. místo  | Baráž o Oberligu West (2. místo)             |                            |
| 2012/13           | Oberliga West                    | 3. úroveň | 7. místo  | Finálová skupina (5. místo)                  |                            |
| 2013/14           | Oberliga West                    | 3. úroveň | 7. místo  | Baráž o Oberligu West (1. místo)             |                            |
| 2014/15           | Oberliga West                    | 3. úroveň | 4. místo  | Finálová skupina (4. místo)                  |                            |
| 2015/16           | Oberliga Nord                    | 3. úroveň | 9. místo  |                                              |                            |
| 2016/17           | Oberliga Nord                    | 3. úroveň | 5. místo  | Semifinále                                   |                            |
| 2017/18           | Oberliga Nord                    | 3. úroveň | 5. místo  | Čtvrtfinále                                  |                            |
| 2018/19           | Oberliga Nord                    | 3. úroveň |           |                                              |                            |

## Účast v mezinárodních pohárech
Zdroj: 
Legenda: SP - Spenglerův pohár, EHP - Evropský hokejový pohár, EHL - Evropská hokejová liga, SSix - Super six, IIHFSup - IIHF Superpohár, VC - Victoria Cup, HLMI - Hokejová liga mistrů IIHF, ET - European Trophy, HLM - Hokejová liga mistrů, KP - Kontinentální pohár
- KP 1999/2000 – 1. kolo, sk. J (3. místo)